# Rick Fenn

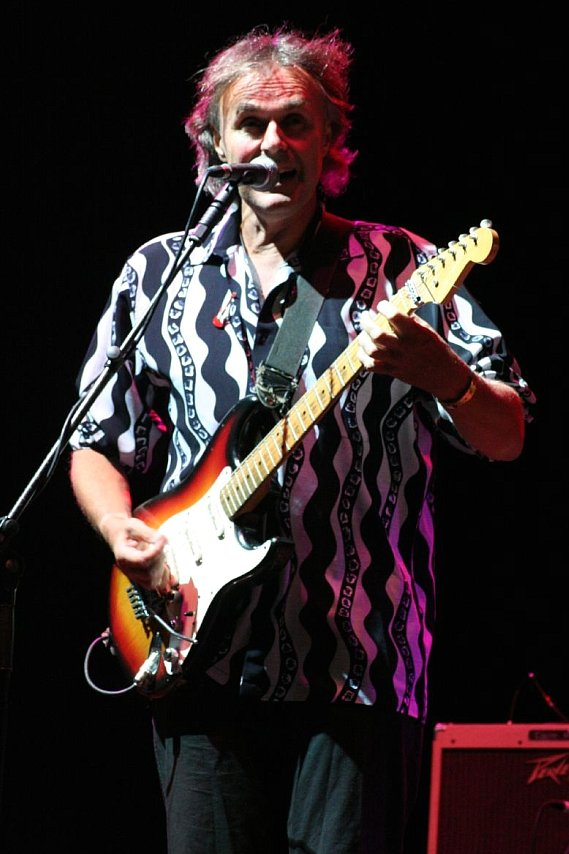
Rick Fenn, 2006

Richard 'Rick' Fenn (* 23. Mai 1953) ist ein britischer Rocksänger, Gitarrist und Keyboarder. Ab 1977 ist er als Mitglied der Band 10cc bekannt geworden. Er arbeitete auch mit Mike Oldfield, Rick Wakeman, Hollies-Sänger Peter Howarth und Pink-Floyd-Schlagzeuger Nick Mason zusammen.

## Karriere
Ricks musikalische Karriere begann in Oxford, wo er Leiter der Schulband Bagshot Louie war. Danach trat er der Band Hamilton Gray bei, zog nach Manchester und wurde Mitglied der Band Gentlemen. Sein erster TV-Auftritt war in einer Show namens So It Goes (zusammen mit den Sex Pistols). Paul Burgess empfahl ihm, zu 10cc zu kommen. Dort war er seit Ende 1976 dabei und bei der Vorstellung des 10cc-Albums Deceptive Bends. Von 1979 an tourte er mit Mike Oldfield und nahm mit ihm das Album Five Miles Out auf.
1985 nahm er sein eigenes Solo-Album unter dem Namen Mason & Fenn Profiles mit Nick Mason auf. Die Single aus dem Album, Lie for a Lie, gesungen von David Gilmour und Maggie Reilly war ein Hit in den USA. In den 1980er Jahren gründete Fenn und Mason Bamboo Music, ein Unternehmen, das Musik-Jingles für Firmenkunden produzierte. In diesen Jahren tourte er mit Künstlern wie Rick Wakeman, Jack Bruce, Elkie Brooks und Wax (mit Andrew Gold und Graham Gouldman). Als Gitarrist, war er bei Aufnahmen zahlreichen Künstlern beteiligt, darunter Cliff Richard, Peter Green, Agnetha Fältskog, Marilyn, Sniff ’n’ the Tears, John Wetton und Justin Hayward.
In den späten 80er Jahren komponierte und schrieb er Titel für TV-Dokumentationen, Dramen und Komödien (einschließlich für Serien von Hale and Pace und Craig Charles) sowie eine Reihe von Spielfilmen. Unter ihnen war White of the Eye, eine weitere Zusammenarbeit mit Nick Mason. In den Jahren danach gewann er mehrere Auszeichnungen für Filmmusik. Ein Soundtrack brachte ihm einen Gold Clio Award in Amerika 1989 ein für den besten Song, den Peter Howarth sang. 1990 schrieben sie eine Rock-Oper Robin, Prince of Sherwood und sie tourten für ein Jahr im Vereinigten Königreich. Rick und Peter gründeten danach die Band Feramones.
Rick tourte zuletzt in ganz Deutschland als Teil der Nokia Night of The Proms Band und für 10cc. Außerdem spielte er mit Tears for Fears, Robin Gibb und Kim Wilde.
Wenn er nicht mit 10cc arbeitet, verbringt Fenn jetzt die meiste Zeit in seinem Haus in Australien.

## Diskografie
Mason + Fenn:
- 1985: - Profiles
- 1985: - Lie For A Lie (Single)
- 1986: - Life Could Be a Dream
- 1987: - White Of The Eye
- 1987: - Body Contact
- 1989: - Tank Malling

10cc:
- 1977: - Live & Let Live
- 1978: - Bloody Tourists
- 1980: - Look Hear?
- 1980: - Best of 10cc
- 1981: - Ten Out of 10
- 1983: - Windows in the Jungle
- 1985: - Live in Concert (Video)
- 1987: - The Collection
- 1993: - Alive
- 1995: - Mirror Mirror
- 1998: - Changing Faces (Video)
- 2003: - Ultimate Collection
- 2006: - Greatest Hits & More (DVD)
- 2008: - Clever Clogs (DVD)

Eric Stewart:
- 1980: - Girls
- 1982: - Frooty Rooties

Graham Gouldman:
- 1980: - Animalympics
- 2000: - And Another Thing...

Agnetha Fältskog:
- 1985: - Eyes of a Woman

Peter Howarth:
- 1992: - Robin Prince of Sherwood
- 1995: - Androcles and the Lion
- 1995: - Circle of Four

Mike Oldfield:
- 1980: - QE2
- 1982: - Five Miles Out
- 1983: - Crises
- 1987: - Islands

Rick Wakeman:
- 1985: - Silent Nights
- 1985: - Live at Hammersmith
- 1986: - Crimes of Passion soundtrack

Sniff ’n’ the Tears:
- 1981: - Love Action

Michael Mantler:
- 1987: - Live mit  Jack Bruce und Nick Mason
- 1987: - Many Have No Speech'  mit  Jack Bruce, Marianne Faithfull, Robert Wyatt
- 1990: - The Watt Works Family Album
- 1993: - Folly Seeing All This

Peter Green:
- 1998: - Blues for Dhyana
- 2001: - The Clown

Tanita Tikaram:
- 1998: - The Cappuccino Songs

| Personendaten    | Personendaten                                   |
| ---------------- | ----------------------------------------------- |
| NAME             | Fenn, Rick                                      |
| ALTERNATIVNAMEN  | Fenn, Richard                                   |
| KURZBESCHREIBUNG | britischer Rocksänger, Gitarrist und Keyboarder |
| GEBURTSDATUM     | 23. Mai 1953                                    |